# Dysforie
Dysforie is de geneeskundige term voor een sombere of prikkelbare stemming, die soms gepaard gaat met angst of rusteloosheid.
Dysforie kan het gevolg zijn van ingrijpende gebeurtenissen in iemands leven, zoals het verlies van een dierbare. Het kan echter ook een pathologische oorzaak hebben, of optreden als bijwerking van medicatie.
Het begrip dysforie is geen diagnose of ziekte op zich, maar kan een symptoom zijn. Zo is diepe, langdurige dysforie vaak een symptoom van depressie.
Dysforie is het tegengestelde van euforie.

## Referentie
- Coëlho Zakwoordenboek der Geneeskunde, 26e druk, 2000, Elsevier ISBN 90-6228-322-5